# Kokereigas

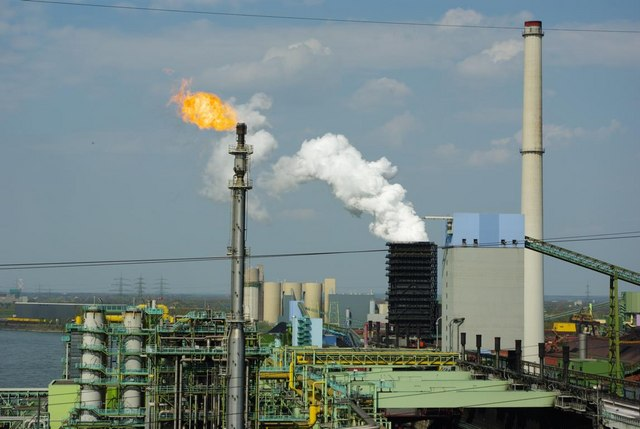
Kokerei Schwelgern, im Vordergrund Verbrennung von Kokereigas an einer Gasfackel

Kokereigas wird durch Pyrolyse (trockene Destillation) von Steinkohle in Kokereien gewonnen. Das gereinigte Kokereigas mit Stadtgasqualität hat einen Heizwert von 15,5 bis 18,9 MJ/m³ (4,5 kWh/m³), der etwa halb so hoch ist wie der Heizwert von Erdgas. 

## Beschreibung
Bei der Verkokung fällt eine Vielzahl von gasförmigen Stoffen an. Das gereinigte Kokereigas hat folgende Bestandteile, die je nach Kokerei und Einsatzkohle schwanken: 55 % Wasserstoff, 25 % Methan, 10 % Stickstoff und 5 % Kohlenmonoxid. In dem Rohgas sind noch folgende Bestandteile enthalten: Kohlendioxid, Ammoniak, Schwefelwasserstoff, höhere Kohlenwasserstoffe und Aromaten, die weitgehend entfernt werden.
Bei der Verkokung fallen etwa 25 % der eingesetzten Kohle als flüchtige Bestandteile an. Eine Tonne Kohle ergibt 280 m³ Kokerei-Reingas und ca. 55 kg klebrigen Steinkohlenteer. Das Kokereigas wird aus dem Gassammelraum oberhalb der Schüttung aus dem Koksofen abgesaugt. Durch die Abkühlung mit Wasser wird Teer abgeschieden. Das Rohgas wird abgekühlt und einer Reinigung in Gaswäschern unterzogen. Es werden die eine Gasnutzung beeinträchtigenden Bestandteile wie Schwefelwasserstoff, Ammoniak, Benzol und Aromaten wie Naphthalin weitgehend entfernt und diese werden als sogenannte Kohlenwertstoffe weiter aufbereitet. Dieses Gas wird als teilgereinigtes Kokereigas oder Koksgas bezeichnet. Es wird in Kokereien, die nicht als Hüttenkokerei in einem Gichtgasverbund eingebunden sind, teilweise zur Unterfeuerung der Koksöfen genutzt.

## Verfahren zur Aufbereitung des Rohgases
Die bei der Verkokung gebildeten Destillationprodukte strömen mit etwa 700 °C aus dem Koksofen in die Steigrohre und werden in der Vorlage gesammelt. Es folgen die Gas-Vorkühler, in denen die Temperatur auf 30 °C abgesenkt wird und Teer und Wasser größtenteils auskondensieren. In dem Scheidebehälter werden aufgrund der unterschiedlichen Polarität und Dichte Teer und Wasser getrennt.
Zur Entteerung des Rohgases haben sich seit den 1950er Jahren Elektrofilter durchgesetzt. Gegenüber der vorher verwendeten mechanischen Teerabscheidung weist das Verfahren einen sehr geringen Druckverlust auf und es werden Restteergehalte im Reingas von 20 mg/m³ erzielt. 
Das Ammoniak wird nach dem Koppers-Verfahren durch eine Wäsche mit schwefelsaurem Wasser ausgewaschen. Das Gas wird erst auf 35 °C gekühlt, um noch Restteer abzuscheiden und anschließend wird das getrocknete Gas wieder auf 85 °C erwärmt. Das bei der Neutralisation von Ammoniak mit Schwefelsäure eingebrachte Wasser wird von dem Gas als Dampf aufgenommen. Durch die fast vollständige Abscheidung von Teer vor dem Eintritt in den Sättiger wird ein sehr reines kristallines Ammoniumsulfat gebildet, das als Dünger eingesetzt wird.
Die Entbenzolung des Kokereigases erfolgt durch eine Wäsche mit Steinkohlenteeröl, deren Siedebereich bei 200 °C bis 300 °C liegt. Es werden Waschkolonnen mit Glockenböden oder Streckmetalleinsätzen verwendet. Anschließend wird durch Zugabe von Wasserdampf das gesättigte Waschöl erwärmt und in mehreren hintereinander geschalteten Destillierblasen wird das Benzol auf eine handelsübliche Qualität angereichert. 
Zur Entschwefelung sind in der Vergangenheit eine Vielzahl von Reinigungsverfahren eingesetzt worden. Als Nassverfahren sind Oxidations-, Neutralisations- und auch Absorptionsverfahren eingesetzt worden und es wird je nach Verfahren Schwefel oder Schwefelwasserstoff gewonnen. Zur Gasfeinreinigung in der Hochdruckstufe wird im Trockenverfahren eine Schüttung aus Eisenoxidhydrat (z. B. Raseneisenerz) verwendet. Das Kokereigas wird durch stehende Kolonnen geleitet, in denen Körbe mit der Reinigungsmasse eingesetzt sind.

## Kokereigasverteilung

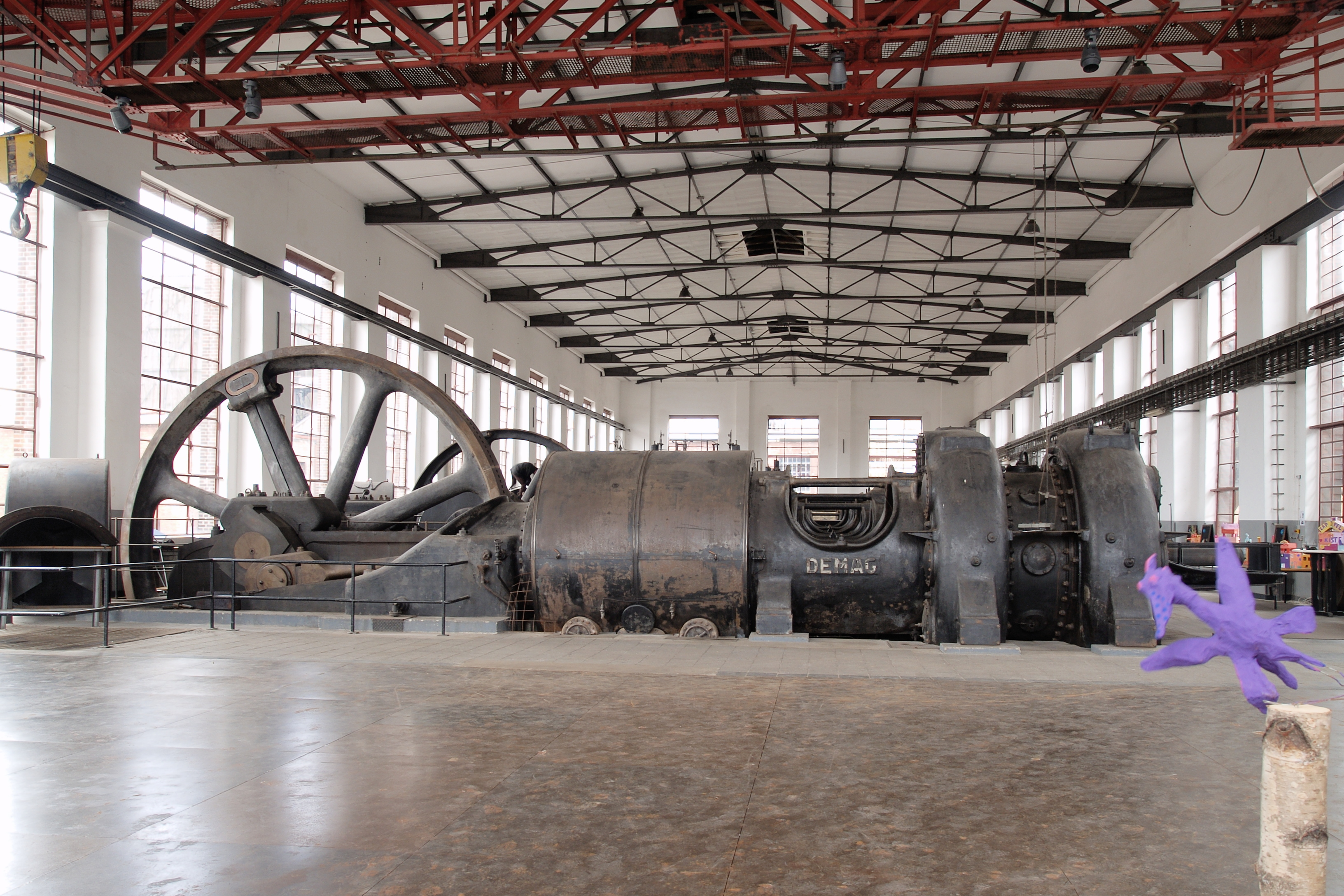
Dampfbetriebene Hochdruckverdichter der Kokerei Hansa, Dortmund, die das Kokereigas in das Ferngasnetz förderten

Bis in den 1960er Jahren basierte die öffentliche Gasversorgung auf dem Einsatz von Stadtgas, das in industriellen Ballungsräumen (z. B. Ruhrgebiet) im Wesentlichen aus Kokereigas gewonnen wurde. Dazu wurde das Gas auf einen für eine Fernleitung notwendigen höheren Druck verdichtet und einer weiteren Reinigung und Trocknung unterzogen. Dies ist notwendig, um korrosive Bestandteile weiter abzutrennen und das Abscheiden von Inhaltsstoffen im Rohrleitungsnetz zu verhindern. Ferner musste der Schwefelwasserstoffgehalt durch Bindung an Raseneisenerz weiter reduziert werden, um Schwefeldioxidemissionen am Verbrennungsort zu vermeiden. Stadtgas wurde nämlich in der ersten Hälfte des 20. Jahrhunderts meist zum Kochen und für Beleuchtungszwecke genutzt. Aufgrund der Stilllegung von Kokereien und der Konkurrenz durch Erdgas wurde die flächenmäßige Verteilung von Stadtgas in den 1960er Jahren eingestellt, und das Kokereigas wird seitdem in einem eigenen Netz oder im Verbund mit großen Gasverbrauchern genutzt. 
Kokerei-Reingas wurde mit Gründung der Ruhrgas AG 1926 zum neuen Stadtgas und es bildete über 40 Jahre die Geschäftsgrundlage der Ruhrgas AG.